# الحقب (الضالع)
الحقب هي إحدى قرى الجمهورية اليمنية. وهي تتبع جغرافيًا لمحافظة الضالع. وإداريًا لمديرية دمت. يبلغ تعداد سكانها 1565 نسمة حسب الإحصاء الذي جرى عام 2004.